# Багапов, Хамза Абдулович
Хамза́ Абдуллхаи́нович (Абду́лович) Бага́пов (7 октября 1939, Баку, Азербайджанская ССР, СССР) — советский футболист и тренер, полузащитник. Чемпион РСФСР, мастер спорта (1962).

## Карьера

### Клубная
Футболом начал заниматься с 12 лет. В 18 летнем возрасте дебютировал в составе юношеской сборной Азербайджанской ССР, позднее был приглашён играть за сборную Краснодарского края.
В 1957 году был приглашён в краснодарскую «Кубань», где провёл восемь с половиной лет. Вместе с командой стал победителем зонального турнира в классе «Б» СССР, а также чемпионом РСФСР, за что был удостоен звания мастера спорта СССР. Золотой медалью Багапова наградил Александр Петрович Старостин. Всего в составе «Кубани» Хамза провёл около 220 игр, в которых забил не менее 13 мячей.
В августе 1966 года перешёл в клуб первой лиги СССР «Спартака» Нальчик, где провёл три с половиной года. В 1970 году выступал за команду «Старт» Ейск, а позднее за украинский «Днепр» Черкассы.
С 1972 по 1981 год играл в командах КФК, в частности в коллективе завода имени Седина. По итогам опроса на официальном сайте кубанского коллектива Хамза Багапов был признан лучшим игроком «Кубани» 1940—1960 годов. Он входит в совет старейшин краснодарской команды.

### Тренерская
В 1974 году Багапов начал свою тренерскую деятельность в детско-юношеской спортивной школе, где работал до 1986 года. Спустя год, после вылета краснодарской «Кубани» во вторую лигу советского чемпионата, возглавил родную команду. В 1987 году Багапов стал вместе с клубом чемпионом РСФСР и вывел команду в первую лигу, но уже через год покинул её в связи с неудовлетворительными результатами коллектива. После чего стал помощником Владимира Александровича Бражникова в белореченском «Химике» и уже в мае возглавил команду.
В 1993 году стал тренером в краснодарской команде первой лиги «Колос», где позднее был назначен начальником команды. Вторую половину сезона 1994 года Багапов провёл в качестве главного тренера армавирского «Торпедо».
Начиная с 1995 года работал с краснодарской «Кубанью» в качестве тренера-селекционера вплоть до 1996 года. В 1997 году Багапов вернулся в ДЮСШ, где работает тренером до сих пор. Также тренирует любительскую команду «Инфотэкс».

## Достижения и награды
В качестве игрока
- Чемпион РСФСР: 1962[2].
- Победитель зонального турнира среди команд второй лиги: 1962[2].

В качестве тренера
- Чемпион РСФСР: 1987[9].
- Победитель зонального турнира среди команд второй лиги: 1987[9].

## Личная жизнь
С 12 до 18 лет, помимо футбола, занимался музыкой по классу домры и выступал в струнном оркестре города Баку. Сын Александр — футболист, полузащитник, арбитр и тренер.

## Статистика выступлений
| Команда            | Сезон            | Чемпионат        | Чемпионат | Чемпионат | Кубок | Кубок | Прочее | Прочее | Итого | Итого |
| Команда            | Сезон            | Уров.            | Игры      | Голы      | Игры  | Голы  | Игры   | Голы   | Игры  | Голы  |
| ------------------ | ---------------- | ---------------- | --------- | --------- | ----- | ----- | ------ | ------ | ----- | ----- |
| Кубань (Краснодар) | 1958             | II               | 14        | 2         | 0     | 0     | 0      | 0      | 14    | 2     |
| Кубань (Краснодар) | 1959             | II               | 17        | 1         | 0     | 0     | 0      | 0      | 17    | 1     |
| Кубань (Краснодар) | 1960             | II               | 23        | 1         | 0     | 0     | 0      | 0      | 23    | 1     |
| Кубань (Краснодар) | 1961             | II               | ?         | ?         | ?     | ?     | 0      | 0      | 0*    | 0*    |
| Кубань (Краснодар) | 1962             | II               | 30        | 3         | 0     | 0     | 4      | 0      | 34    | 3     |
| Кубань (Краснодар) | 1963             | II               | 30        | 1         | 0     | 0     | 0      | 0      | 30    | 1     |
| Кубань (Краснодар) | 1964             | II               | 27        | 3         | 0     | 0     | 0      | 0      | 27    | 3     |
| Кубань (Краснодар) | 1965             | II               | 16        | 2         | 0     | 0     | 0      | 0      | 16    | 2     |
| Кубань (Краснодар) | 1966             | II               | 12        | 0         | 0     | 0     | 0      | 0      | 12    | 0     |
| Кубань (Краснодар) | Итого            | Итого            | 169*      | 13*       | 0*    | 0*    | 4      | 0      | 173*  | 13*   |
| Спартак (Нальчик)  | 1966             | II               | 9         | 1         | 0     | 0     | 0      | 0      | 9     | 1     |
| Спартак (Нальчик)  | 1967             | II               | 35        | 5         | 3     | 0     | 0      | 0      | 38    | 5     |
| Спартак (Нальчик)  | 1968             | II               | 35        | 5         | 0*    | 0     | 0      | 0      | 35*   | 5     |
| Спартак (Нальчик)  | 1969             | II               | 32        | 3         | 0*    | 0     | 0      | 0      | 32*   | 3     |
| Спартак (Нальчик)  | Итого            | Итого            | 111       | 14        | 3*    | 0     | 0      | 0      | 114*  | 14    |
| Торпедо (Ейск)     | 1970             | IV               | ?         | ?         | 0     | 0     | 0      | 0      | 0*    | 0*    |
| Днепр (Черкассы)   | 1971             | III              | 42        | 3         | 0     | 0     | 0      | 0      | 42    | 3     |
| Всего за карьеру   | Всего за карьеру | Всего за карьеру | 322*      | 30*       | 3*    | 0*    | 4      | 0      | 329*  | 30*   |

Примечание: знаком * отмечены ячейки, данные в которых, возможно, неполные в связи с отсутствием протоколов первенства 1961 и 1970 года, а также протоколов кубка 1961, 1968 и 1969 годов.
Источники:
- Статистика выступлений взята из книги: Морозов И. А. История Кабардино-Балкарского футбола. Часть 2 (1959—1991). — Астрахань, 2006. — 278 с.

## Статистика в качестве главного тренера
| Клуб                 | Страна      | Начало работы | Окончание работы | Результаты | Результаты | Результаты | Результаты | Результаты | Результаты | Результаты |
| Клуб                 | Страна      | Начало работы | Окончание работы | И          | В          | Н          | П          | В %        | Н %        | П %        |
| -------------------- | ----------- | ------------- | ---------------- | ---------- | ---------- | ---------- | ---------- | ---------- | ---------- | ---------- |
| «Кубань» (Краснодар) | Флаг СССР   | 1987          | 1988             | 82         | 39         | 17         | 26         | 47.56      | 20.73      | 31.71      |
| «Торпедо» (Армавир)  | Флаг России | 1994          | 1994             | 32         | 11         | 4          | 17         | 34.38      | 12.50      | 53.12      |